# Landgericht Neuwied

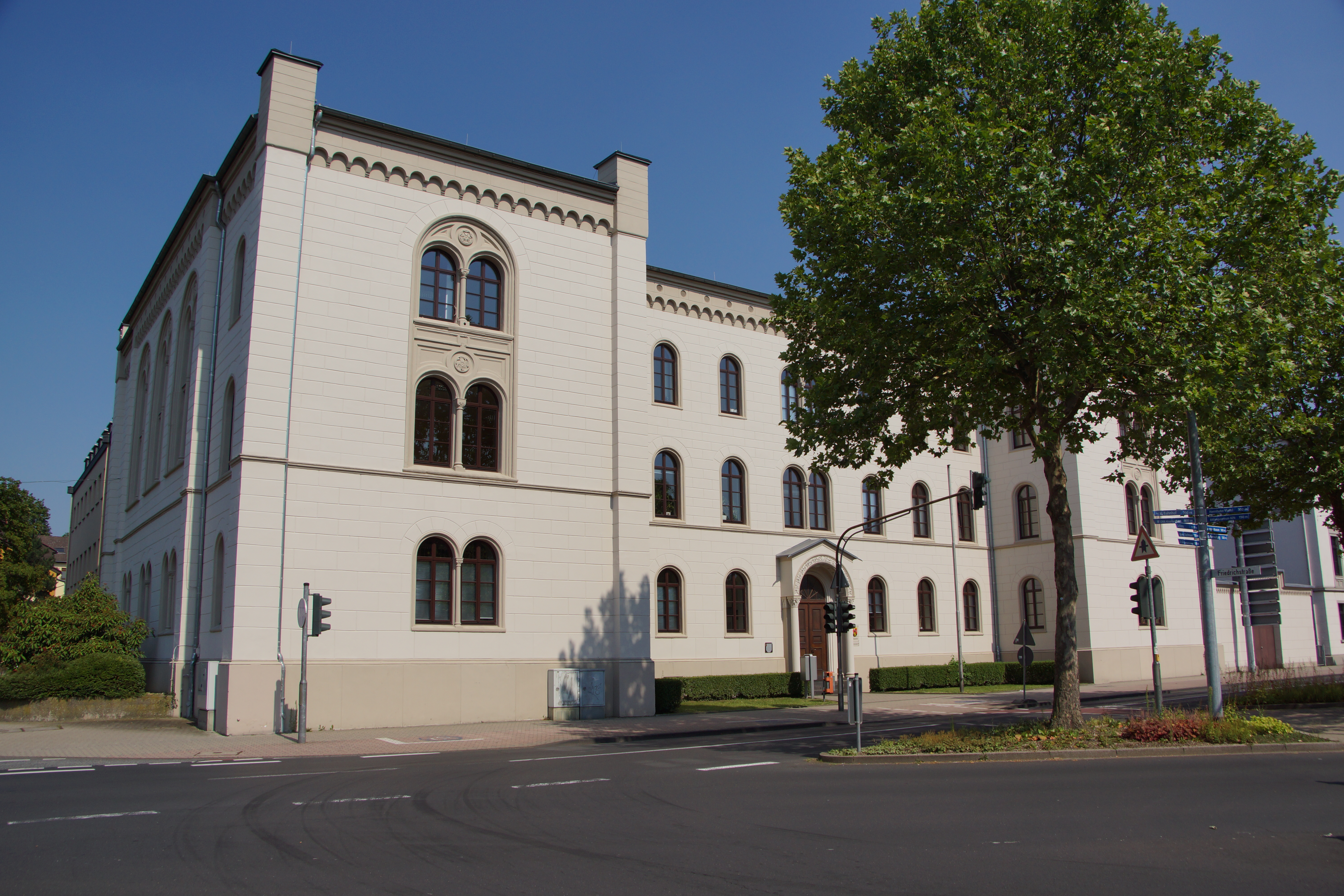
Landgericht Neuwied

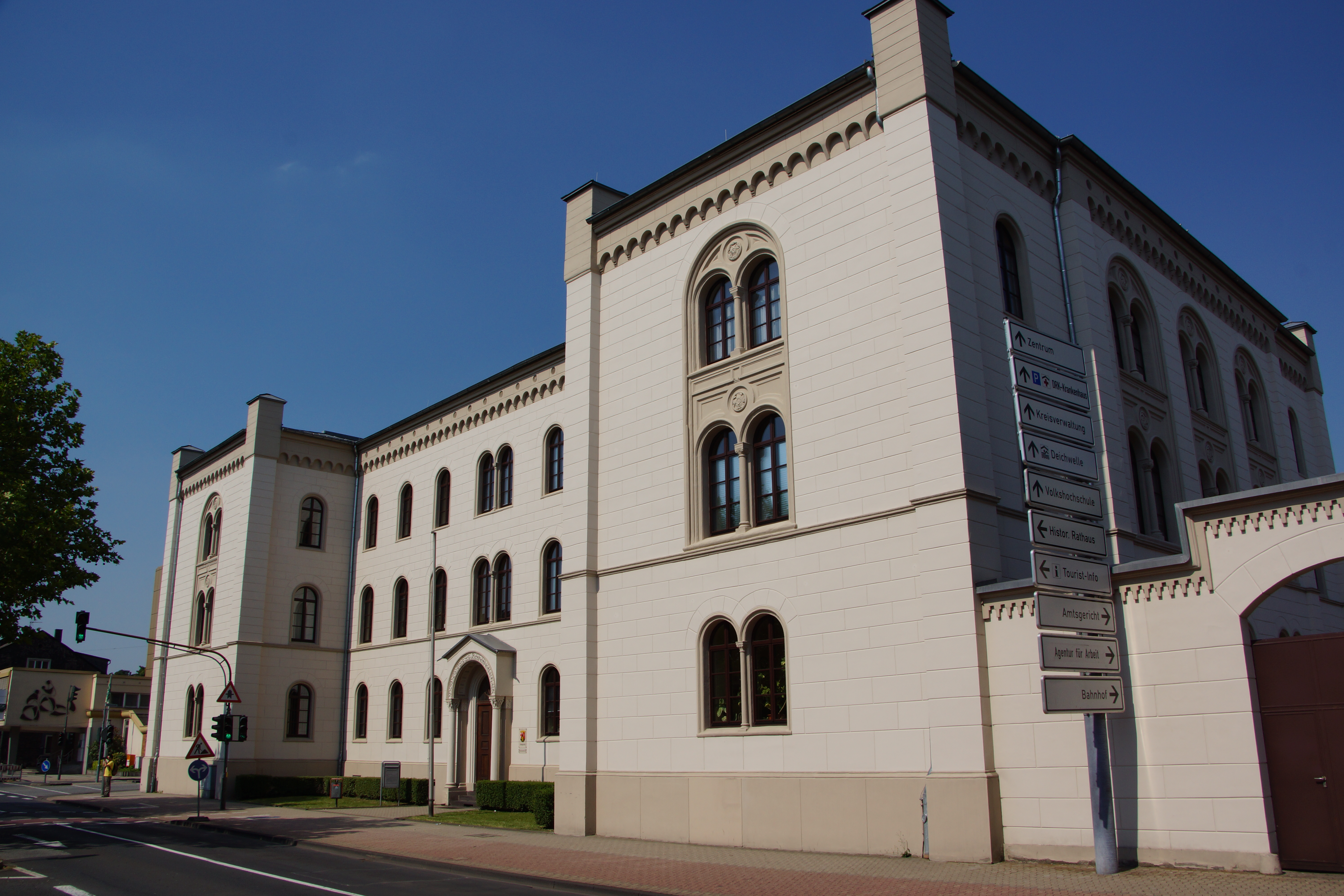
Landgericht Neuwied

Das Landgericht Neuwied war ein preußisches Landgericht mit Sitz in Neuwied.

## Geschichte
1849 wurde in Neuwied das Kreisgericht Neuwied gebildet. Es war (gemeinsam mit dem Kreisgericht Wetzlar und dem Kreisgericht Altenkirchen) dem Justizsenat Ehrenbreitstein untergeordnet. Neuwied war auch Sitz des Schwurgerichtes Neuwied, das für alle drei Kreisgerichte zuständig war.
Mit dem am 1. Oktober 1879 in Kraft getretenen Deutschen Gerichtsverfassungsgesetz vom 27. Januar 1877 wurde das bestehende Kreisgericht Neuwied aufgehoben und das Landgericht Neuwied geschaffen. Es war dem Oberlandesgericht Frankfurt am Main nachgeordnet.
Diesem waren folgende Amtsgerichte nachgeordnet:
| Amtsgericht                  | Sitz             |
| ---------------------------- | ---------------- |
| Amtsgericht Altenkirchen     | Altenkirchen     |
| Amtsgericht Asbach           | Asbach           |
| Amtsgericht Daaden           | Daaden           |
| Amtsgericht Dierdorf         | Dierdorf         |
| Amtsgericht Ehrenbreitstein  | Ehrenbreitstein  |
| Amtsgericht Hachenburg       | Hachenburg       |
| Amtsgericht Höhr-Grenzhausen | Höhr-Grenzhausen |
| Amtsgericht Kirchen          | Kirchen          |
| Amtsgericht Linz             | Linz             |
| Amtsgericht Montabaur        | Montabaur        |
| Amtsgericht Neuwied          | Neuwied          |
| Amtsgericht Selters          | Selters          |
| Amtsgericht Wallmerod        | Wallmerod        |
| Amtsgericht Wissen           | Wissen           |

Mit dem Preußischen Gesetz über die Neugliederung von Gerichtsbezirken im Bereich der Oberlandesgerichte Frankfurt a.M., Hamm und Köln vom 23. Juni 1933 wurde das Landgericht Neuwied aufgehoben. Die Amtsgerichte Hachenberg, Höhr-Grenzhausen, Montabaur, Selters und Wallmerod kamen in den Gerichtsbezirk des Landgericht Limburg. Die Amtsgerichte Altenkirchen, Daaden, Kirchen und Wissen kamen zum neu eingerichteten Landgericht Siegen. Die Amtsgerichte Asbach, Dierdorf, Ehrenbreitstein, Linz und Neuwied wurden dem Landgericht Koblenz zugeordnet.

## Gebäude
Das Landgericht war von 1878 bis 1933 war in dem Gebäude des Amtsgerichts Neuwied mit untergebracht.

## Richter
- Georg Arnold Bacmeister (Gerichtspräsident 1906–1920)
- Franz Eichhoff (1913 bis 1917)
- Hans Bennecke (1883)